# L'après-midi d'un faune
L'Après-midi d'un faune (en català, la migdiada d'un faune) és un ballet en un acte revolucionari a la dansa clàssica, coreografiat per Vaslav Nijinski, amb música de Claude Debussy (Prélude à l'après-midi d'un faune) i vestuari i decorats originals de Léon Bakst. Aquest ballet es va estrenar a París l'any 1912, a càrrec dels Ballets Russes i protagonitzat pel mateix Nijinski. En 1922 es va representar amb un decorat de Picasso, cubista i més minimalista que el paisatge simbolista de Bask, per desig de Nijinski, que des del començament havia preferit una escenografia més depurada.
La seva avantguardista coreografia, la primera de Nijinski, va dividir l'opinió dels crítics i provocà aferrissades discussions que defensaven o desqualificaven el seu art. Debussy, per exemple, es va empipar molt: "Nijinski ha interpretat grollerament el mot satisfer"; mentre que, amb altres, August Rodin el defensava als diaris: "Nijinski és un geni, la migdiada d'un faune és art, i qui no estigui d'acord és un retrògrad".
Actualment encara es representa sense cap modificació de la coreografia original. Alguns el consideren el primer ballet de dansa moderna.

## Tema
L'obra se situa en un món imaginari inspirat de la Ilíada i de l'antiga Grècia. No és una versió del poema del mateix nom de Stéphane Mallarmé que va inspirar Debussy per a la seva música sinó uns esdeveniments entre un faune i una nimfa que podrien haver ocorregut cronològicament abans del poema. Nijinski va incidir en l'animalitat del faune, a la qual va contribuir també el vestit pintat per Bask, i en la seva sensualitat i sexualitat amb la ninfa, que volia que aparegués com una dona real i no un esperit, i que en principi havia d'ésser intrepretada per a una ballarina més alta que ell.

## Argument

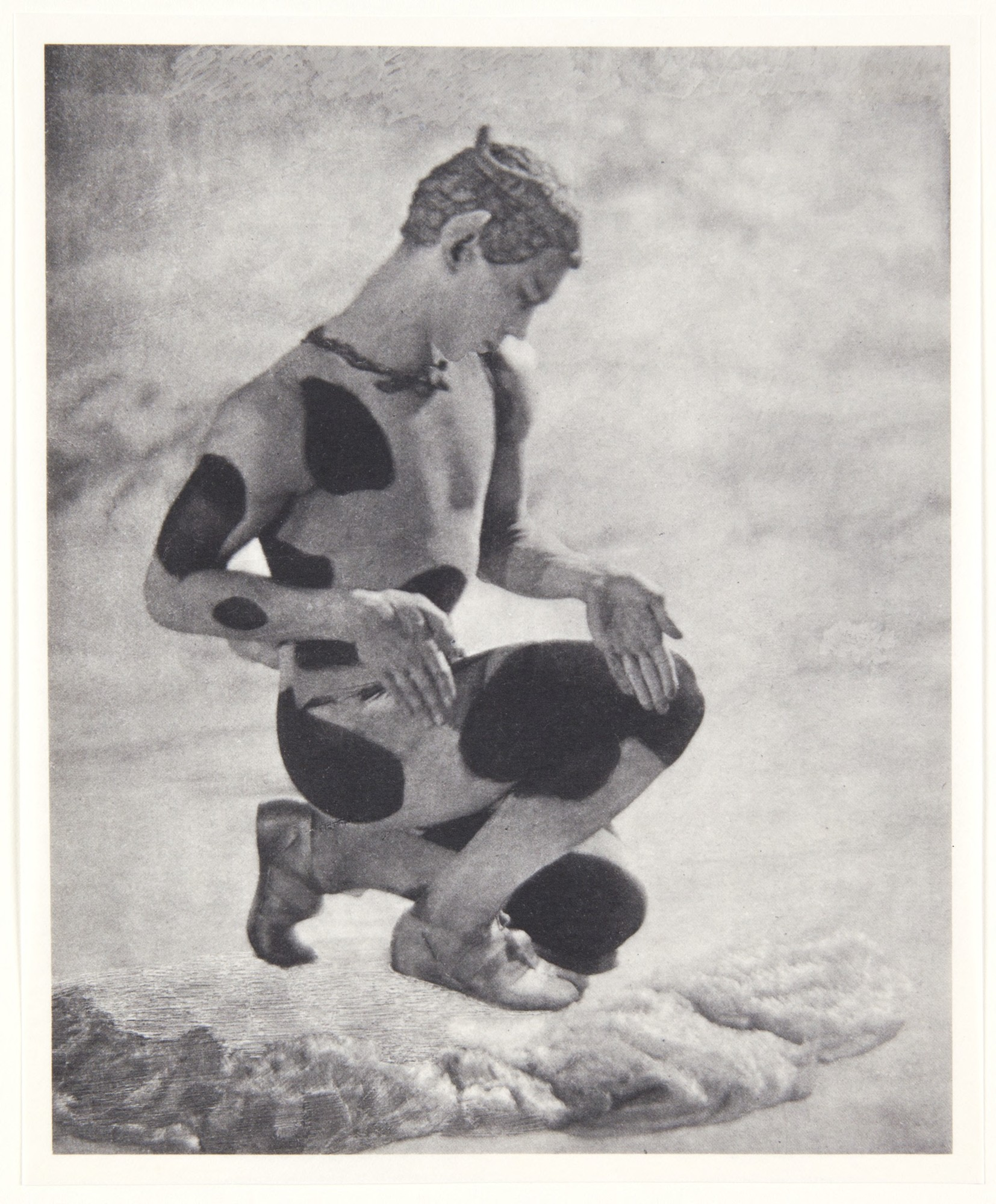
El faune amb el mocador

Un faune es desperta, toca la flauta i admira el raïm que li fa pensar en el vi i en coses bones, en un dia com els altres. Es troba llavors amb un grup de nimfes que passaven per allà, de les quals la cap porta un llarg mocador. El faune deixa els seus pensaments i es mostra atret per les nimfes i disposat a festejar amb elles i seduir-les. Intenta acostar-se a elles però fugen d'ell, només la nimfa del mocador es queda, dubtant, atreta per ell. Ambdós comencen un joc de seducció, en el qual ella fa un estira-i-arronsa fins que fuig també, de manera que li cau el mocador i el perd. El faune, que s'ha quedat embadalit amb la nimfa, agafa ràpidament el mocador com si es tractés d'un tresor, però llavors apareixen sis nimfes més, que miraran de treure-li i es riuran de la seva actitud i enamorament. Finalment el faune aconsegueix quedar-se amb el mocador, l'estira a terra i dorm feliçment sobre ell.

## Estil
Una de les coses per les quals Nijinski és célebre és pels seus portentuosos salts, malgrat això, o potser precisament per això, a la seva coreografia el faune només salta una vegada, per a passar un rierol on viuen les ninfes. La utilització del terra li donava terrenalitat. Un element que a l'època va ser innovador van ser els desplaçaments directament frontals dels ballarins. Nijinski volia recrear l'univers de les ceràmiques gregues, motiu pel qual va utilitzar desplaçaments frontals i laterals. També amb aquest esperit va introduir moviments als quals el cap estava mirant de costat amb el cos de front.
Això era una novetat respecte a la dansa clàssica tradicional, a la qual el cap hauria estat més aviat inclinat, en tot cas, però la veritable innovació va ser el fet de trencar la regla que les espatlles sempre havien d'estar sobre els malucs. Aquest trencament, el fet de ballar amb cames paral·leles (i no amb els genolls cap enfora), de desalinear les mans respecte als braços i els peus respecte a les cames, i de ballar sense sabatilles (tant homes com dones, prescindint així de les sabatilles de punta) varen ser els fonaments de la dansa moderna i  contemporània.
Val a dir que en aquell moment, per a un cos de ball que òbviament només havia ballat clàssic, era molt dificultós (i encara ho és, sense preparació específica i en tan poc temps) ballar d'aquesta manera, ja que la seva formació durant anys en dansa (clàssica) únicament feia que no estiguessin entrenats per a fer torsions del tronc i que tinguessin (i així ha de ser per ballar bé la dansa clàssica) automatitzats certs reflexos, com estirar sempre la punta del peu, col·locar-se sempre amb els peus, genolls i engonalls cap enfora, no torçar la part superior del costat sense que ho faci la inferior, etc. Actualment són moviments corrents a la dansa contemporània i, tot i que molts ballarins de dansa contemporània tenen a més formació en clàssic, hom diferencia la formació en un i altre tipus de dansa de manera que en principi cap ballarí clàssic balla contemporani ni a la inversa.